# Grand-Morié
Grand-Morié est une localité située dans le Sud de la Côte d'Ivoire, dans le département d'Agboville et dans la Région de l'Agnéby. La localité de Grand-Morié est un chef-lieu de commune et de sous-préfecture. Le périmètre de la commune de Grand-Morié englobe dans ses limites, les villages d’Agouahin, Arraguié, Grand-Morié, Lapo, M’Battra, M’Bérié, Mafou, Okouguié et les campements qui leur sont rattachés. Les sous-préfectures voisines de Grand-Morié et appartenant au département d'Agboville sont Azaguié, Céchi, Oress-Krobou et Rubino.

## Histoire et origine
Les Abbey, originaires du Ghana, sont les descendants des Agoua que les Agnis Brafe, N’Denié et Moronou, auraient trouvés sur le chemin pendant leur exode en Côte d’Ivoire.
D'autres sources parlent du Bénin au Ghana puis Côte-d'ivoire dernière chute : Le roi Béhenzin envoya les Abès à la recherche de l'ivoire ; ceux-ci furent alors arrivés au Ghana pour la mission. Ils continuèrent enfin leur exode en Ivoire-de-Côte pour s'y installer définitivement. À noter que les noms Abbey, sa langue et sa culture sont sémantique-ment identiques à ceux des cousins Ashantis, Béninois et Togolais voisins.
Le premier ancêtre des Abbey serait Kery-Kery. Après le règne Kery-Kery, son fils Attobra lui succéda. Celui-ci fut à son tour remplacé par son fils Kouassan dont les successeurs furent Kery-Kery Abobia et Akossou.
C’est pendant le règne de ce dernier roi que les Abbey, menacés par leurs voisins, les Konogos et les Ashantis, vont décider de quitter le Ghana pour des terres paisibles. L’exode des Abbeys fut conduit, probablement vers le XVIIIe siècle, par Patchibo, fils d’Akossou et de Nana Yah Abobia. Les Abbey franchissent la Tanoé, puis le Comoé et s’arrêtèrent entre Adzopé et Agboville, où Patchibo créa le village Douda, appelé aujourd’hui Grand-Morié.
Poursuivant son chemin, Patchibo alla installer son peuple à une quinzaine de kilomètres de l’Agnéby, pour créer le village Ahahin connu aujourd’hui sous le nom de Loviguié. ensuite leur prochain roi s'appelait oligbôgbône

## Administration
| Date d'élection | Identité | Parti    | Qualité         |
| --------------- | -------- | -------- | --------------- |
| 1980            |          | PDCI-RDA | Cadre politique |
| 1983            |          | PDCI-RDA | Cadre politique |
| 1985            |          | PDCI-RDA | Cadre politique |
| 1990            |          | PDCI-RDA | Cadre politique |
| 1995            |          | FPI      |                 |
| 2001            |          |          | Cadre politique |

## Représentation politique
| Date d'élection | Identité            | Parti       | Qualité              |
| --------------- | ------------------- | ----------- | -------------------- |
| Décembre 2011   | Martin Nando M'Bolo | Indépendant | Opérateur économique |

## Village politique associé au nom d'Ernest Boka
- Grand-Morié est le village du président de la cour suprême, membre fondateur de premières heures du PDCI-RDA, assassiné en 1964 ;
- Dr. Ernest Boka : une disparition tragique d'un leader qui mit frein au développement de la région depuis 1964.